# Véronique Bogaerts
Véronique Bogaerts, née le 28 juin 1955 à Ixelles, est une violoniste belge.

## Biographie
Véronique Bogaerts commence le violon à l’âge de 4 ans. Elle termine le Conservatoire de La Louvière en même temps que l'école primaire puis entre au Conservatoire royal de Bruxelles dans la classe de Carlo Van Neste par qui elle sera aussi formée à la Chapelle musicale Reine Élisabeth. Il restera son unique professeur jusqu'à la finale du Concours Reine Élisabeth de 1980.
Elle a été lauréate de concours internationaux tels que le Concours musical international Reine-Élisabeth-de-Belgique (CMIREB) (9e prix), le Concours Maria-Canals de Barcelone (2e prix), le Concours international de Chili (1er prix), le Concours Tenuto (1er prix), etc.
Elle joue les concertos de Brahms, Prokofiev, Chostakovitch, Saint-Saëns… et le répertoire belge avec des artistes belges.
À l'âge de 18 ans, Véronique Bogaerts entame sa carrière de professeur au Conservatoire royal de Bruxelles, en tant que chargée de cours de musique de chambre et de violon. Quelques années plus tard, elle devient professeur de violon au Conservatoire royal de Mons puis à celui de Bruxelles où elle est titulaire de sa classe de violon et présidente du conseil d'option "Cordes".
Véronique Bogaerts a siégé dans de nombreux jurys de concours internationaux tels le Concours musical international Reine Elisabeth de Belgique (en 1997 et en 2001) ou le Concours international du Printemps de Prague (en 2004). Elle joue un violon de Giovanni Battista Roggeri de 1699.
Elle a enregistré de nombreux disques : le Concerto de Chostakovitch, l'intégrale des œuvres de Brahms pour violon et piano avec Jean-Claude Vanden Eynden, la musique de chambre de Joseph Jongen, de César Franck et d'Ernest Chausson avec l'Ensemble Franck (avec Tomiko Shida, Thérèse-Marie Gilissen, Jean-Claude Vanden Eynden et Edmond Baert remplacé ensuite par Marie Hallynck)…
Elle a eu comme élèves :
- Lorenzo Gatto, (2e prix CMIREB)
- Noe Inui, violoniste
- Stéphanie de Failly, violoniste et directrice artistique de l'Ensemble Clematis (musique ancienne)
- Marie Carmen Suarez, violoniste, professeur de violon et de musique de chambre à l'académie de Braine l'Alleud, et créatrice du festival 'Songe d'une nuit d'été'
- Vincent Hepp, violoniste et altiste assistant au CRB et spécialiste de musique contemporaine[4]

## Sources
(janvier 2011).
- « Cypres-records.com », sur cypres-records.com via Internet Archive (consulté le 8 juin 2024)
- « Conservatoire royal de Bruxelles », sur Conservatoire royal de Bruxelles (consulté le 8 juin 2024)
- http://www.ut3-records.com/web/